# 黃擬線鱸
黃擬線鱸，為輻鰭魚綱鱸形目鱸亞目鮨科的其中一種，分布於中東太平洋區，從加利福尼亞灣至哥倫比亞Gorgona島海域，棲息深度可達41公尺，體長可達4.1公分，生活在礁石區，為底棲性魚類，屬肉食性，生活習性不明。

## 擴展閱讀
維基物種上的相關：黃擬線鱸